# Paracraga halophora
Paracraga halophora is een vlinder uit de familie van de Dalceridae. De wetenschappelijke naam van de soort is voor het eerst geldig gepubliceerd in 1928 door Dyar.